# Phreatia quinquelobulata
Phreatia quinquelobulata är en orkidéart som beskrevs av Johannes Jacobus Smith. Phreatia quinquelobulata ingår i släktet Phreatia och familjen orkidéer. Inga underarter finns listade i Catalogue of Life.